# Hjermind Sogn
Hjermind Sogn er et sogn i Viborg Østre Provsti (Viborg Stift). Bjerringbro Sogn blev i 1923 delvis udskilt fra Hjermind Sogn, som blev til Hjermind Kirkedistrikt i Bjerringbro Sogn. Da kirkedistrikterne blev nedlagt 1. oktober 2010, blev Hjermind Sogn igen selvstændigt.
I 1800-tallet var Lee Sogn og Hjorthede Sogn annekser til Hjermind Sogn. Alle 3 sogne hørte til Middelsom Herred i Viborg Amt. Hjermind-Lee-Hjorthede sognekommune gik i begyndelsen af 1950'erne ind i den nyoprettede Bjerringbro sognekommune. Den blev ved kommunalreformen i 1970 kernen i Bjerringbro Kommune, som ved strukturreformen i 2007 blev indlemmet i Viborg Kommune.
I Hjermind Sogn ligger Hjermind Kirke.